# Авоен (Север)
Авоен (фр. Awoingt) је насеље и општина у североисточној Француској у региону Север-Па де Кале, у департману Север која припада префектури Камбре.
По подацима из 2011. године у општини је живело 775 становника, а густина насељености је износила 122,82 становника/km². Општина се простире на површини од 6,31 km². Налази се на средњој надморској висини од 60 метара (максималној 101 m, а минималној 61 m).

## Демографија
| 1962. | 1968. | 1975. | 1982. | 1990. | 1999. | 2011. |
| ----- | ----- | ----- | ----- | ----- | ----- | ----- |
| 332   | 353   | 391   | 447   | 524   | 552   | 775   |

График промене броја становника у току последњих година